# Агрелл, Юхан
Юхан (Йохан, Иоганн) Агрелл (швед. Johan Joachim Agrell; 1701—1765) — шведский и немецкий скрипач, пианист, дирижёр и композитор.

## Биография
Юхан Агрелл родился 1 февраля 1701 года в Лёте (Восточный Готланд). Получил образование в Упсале после чего путешествовал по Англии, Франции, Италии и другим странам.
С 1723 по 1746 год был придворным скрипачом в Касселе, где составил себе имя и как пианист. С 1746 был капельмейстером в Нюрнберге.
Ему принадлежит целый ряд солидных сочинений (симфонии, концерты, сонаты и пр.), сборник которых был напечатан в Нюрнберге; многие другие дошли до нас в манускриптах. В молодости на музыку Агрелла сильно повлияла современная итальянская музыка, в частности Антонио Вивальди.
Юхан Агрелл умер 19 января 1765 года в городе Нюрнберге.